# Municipio de Lane (Indiana)
El municipio de Lane (en inglés: Lane Township) es un municipio ubicado en el condado de Warrick en el estado estadounidense de Indiana. En el año 2010 tenía una población de 281 habitantes y una densidad poblacional de 4,53 personas por km².

## Geografía
El municipio de Lane se encuentra ubicado en las coordenadas 38°12′8″N 87°11′26″O / 38.20222, -87.19056. Según la Oficina del Censo de los Estados Unidos, el municipio tiene una superficie total de 62.02 km², de la cual 60,9 km² corresponden a tierra firme y (1,81 %) 1,12 km² es agua.

## Demografía
Según el censo de 2010, había 281 personas residiendo en el municipio de Lane. La densidad de población era de 4,53 hab./km². De los 281 habitantes, el municipio de Lane estaba compuesto por el 95,73 % blancos y el 4,27 % eran de una mezcla de razas. Del total de la población el 1,07 % eran hispanos o latinos de cualquier raza.